# Національна електронна бібліотека
Національна електронна бібліотека Російської Федерації (рос. Национальная электронная библиотека) — проєкт Міністерства культури Російської Федерації, покликаний надати користувачам Інтернету доступ до оцифрованих документів, розміщених в російських бібліотеках, музеях та архівах, згідно з вимогами Цивільного кодексу Російської федерації щодо дотримання авторських прав.

## Історія
У січні 2003 року Російська державна бібліотека звернулася до Міністерства культури Росії з ініціативою створення електронної бібліотеки, а в лютому до проєкту приєдналася Російська національна бібліотека.
17 грудня 2008 року Російська державна бібліотека оголосила про завершення роботи над проєктом.
З 2013 року міністерство культури розпочало розвиток проєкту, виділяючи фінансування на створення технологічної платформи, закупівлю авторських прав та оцифрування друкованих книг.

### Фінансування
У 2013 році міністерство культури виділило:
- 115 027 500 на оцифрування, створення єдиної точки доступу до оцифрованих книг і можливість читання книг з порталу держпослуг
- 7 800 000 на розробку пілотної версії порталу
- 4 000 000 на розробку концепції розподіленого зберігання
- 6 000 000 створення пілотних майданчиків апробації моделі публічної бібліотеки на базі ресурсів і сервісів НЕБ
- 5 000 000 створення реєстру книг в національних бібліотеках, вільних від авторських прав

З бюджету РДБ у 2013 році:
- 17 470 000 на підтримку З НЕБ РДБ та бібліотеки дисертацій РДБ

У 2014 році міністерство культури виділило:
- 7 200 000 для інтеграції зведеного каталогу бібліотек Росії в НЕБ
- 4 645 000 на розробку методичних рекомендацій з відбору книг для включення в НЕБ
- 133 365 000 на розробку порталу неб.рф з системою захисту авторських прав
- 4 365 000 на розробку мобільних додатків з системою захисту авторських прав
- 7 968 800 на створення електронної бібліотеки Калінінградської обласної наукової бібліотеки та її інтеграції в НЕБ
- 1 150 000 на підсистему самостійного сканування НЕБ в читальних залах
- 900 000 на оцифрування рідкісних наукових журналів
- 139 000 000 на закупівлю 10 % видаваних книг

У 2015 році міністерство культури виділило:
- 2 850 000 на включення до НЕБ 300 книг у форматі EPUB
- 73 000 000 на продовження розробки порталу неб.рф і створення підпроєкту Бібліотеки електронних книг (БЕК)
- 102 000 000 на закупівлю 10 % видаваних книг

У 2015 році РДБ виділила:
- 4 849 591 на технічне обслуговування апаратно-програмного комплексу, що забезпечує роботу національної електронної бібліотеки

У 2016 році РДБ виділила:
- 20 000 000 на придбання видань творів науки, літератури і мистецтва
- 65 685 110 на розвиток НЕБ у 2016 році

### Розробка і програмне забезпечення
На розробку початкового етапу програмного забезпечення Російська державна бібліотека витратила до 12 млн рублів, оголосивши тендер для розробників.
Проєкт здійснено спільно з компаніями «КРОК інкорпорейтед та ЕМС. Проєкт запущений на базі блейд-серверів компанії Hewlett-Packard. Використовується система зберігання даних компанії EMC і система захищеного перегляду документів DefView.
Конкурс на створення пілотної версії сайту НЕБ у 2013 році за 7 800 000 руб. виграла і реалізувала компанія ЕЛАР.
Створення порталу неб.рф за 133 365 000 руб. у 2014 році також виграла компанія ЕЛАР,
Конкурс на створення мобільних додатків 2014 року виграла компанія Da!media, яка повинна була здати додатки під Android та iOS до 15 грудня 2014 року. Додаток для Android компанією так і не було випущено, а для iOS опубліковано 28 травня 2015 року під брендом компанії без будь-яких посилань на НЕБ.
Сайт НЕБ 2014 року побудований на системі управління контентом Бітрікс. Для пошуку задіяна спеціалізована пошукова система EXALEAD. До моменту офіційного запуску НЕБ 23 червня 2015 р. для НЕБ існують мобільні додатки для iOS, Android, Windows Phone і десктопні програми для MAC OS X, Windows. Додатково для Windows 8.1 доступно універсальний додаток. Всі перелічені додатки створені компанією ЭЛАР.

## Завдання проєкту
Основні завдання, які НЕБ ставить на офіційному сайті:
- Інтеграція бібліотек Росії в єдину інформаційну мережу;
- Розробка чітких схем взаємодії бібліотек у рамках чинного законодавства, у тому числі про авторське право;
- Розвиток технічної бази, що дозволяє забезпечити:
  - Створення електронних копій високої якості та єдиного формату;
  - Формування стандартних бібліографічних описів і організацію єдиного пошуку по всіх каталогах, що відображає розподілені фонди;
  - Можливість вічного зберігання електронних документів і зручність роботи з ними.

## Партнери
На офіційному сайті НЕБ заявлені наступні бібліотеки партнери-учасники:
- Російська державна бібліотека- оператор НЕБ.[6]
- Державна публічна історична бібліотека Росії
- Російська державна дитяча бібліотека- оператор Національної електронної дитячої бібліотеки.[7]
- Державна публічна науково-технічна бібліотека Росії
- Московська обласна державна наукова бібліотека імені Н. К. Крупської
- Російська національна бібліотека
- Інститут наукової інформації з суспільних наук РАН
- Всеросійська патентно-технічна бібліотека
- Демо-зал АТ ЕЛАР
- Національна бібліотека Республіки Інгушетія ім. Дж. Х. Яндієва
- Калінінградська обласна наукова бібліотека
- Фундаментальна бібліотека РДПУ ім. О. І. Герцена
- Національна бібліотека Республіки Бурятія
- Тюменська обласна наукова бібліотека імені Д. І. Менделєєва
- Національна бібліотека Ямало-Ненецького автономного округу
- Новосибірська державна обласна наукова бібліотека
- Всеросійська державна бібліотека іноземної літератури імені М. І. Рудоміно
- Пензенська обласна бібліотека імені М. Ю. Лермонтова
- Національна бібліотека ім. О. С. Пушкіна Республіки Тива
- Ставропольська крайова універсальна наукова бібліотека ім. М. Ю. Лермонтова
- Центральна міська публічна бібліотека імені В. В. Маяковського
- Рязанська обласна універсальна наукова бібліотека імені Горького
- Донська державна публічна бібліотека
- Орловська обласна наукова універсальна публічна бібліотека ім. І. О. Буніна
- Володимирська обласна наукова універсальна бібліотека
- Брянська обласна наукова універсальна бібліотека
- Національна бібліотека Республіки Карелія
- Псковська обласна універсальна наукова бібліотека
- Архангельська обласна наукова бібліотека імені Добролюбова
- Челябінська обласна універсальна наукова бібліотека
- Тульська обласна універсальна наукова бібліотека
- Тверська ордена „Знак Пошани“ обласна універсальна наукова бібліотека ім. О. М. Горького
- Свердловська обласна універсальна наукова бібліотека ім. В. Г. Бєлінського
- Сахалінська обласна універсальна наукова бібліотека
- Іркутська обласна державна універсальна наукова бібліотека імені І. І. Молчанова-Сибірського
- Бєлгородська державна обласна універсальна наукова бібліотека
- Астраханська обласна наукова бібліотека ім. Н. К. Крупської»
- Пермська крайова бібліотека імені О. М. Горького
- Далекосхідна державна наукова бібліотека

## Реалізація подібних проєктів у світі
У Бібліотеці конгресу США, станом на 2007 рік оцифровано 10 % зі 142 млн книг і документів. Щоденне поповнення від 75 до 200 документів. У грудні 2000 року Конгрес США видав закон (Public Law 10б‑554) про визнання важливості збереження матеріалів у цифровому форматі для майбутніх поколінь.
У Національній Бібліотеці Франції з 1997 року реалізується проєкт Галліка, де оцифровано близько 80 тисяч книг і 70 тисяч зображень.

## Статистика використання
|             | Кількість звернень до документів читальних залів | Кількість звернень до документів читальних залів | Кількість звернень до документів читальних залів | Кількість звернень до документів читальних залів | Кількість звернень до документів читальних залів |
| Період      | Всього                                           | РДБ                                              | Вірт. РДБ                                        | Інших бібліотек                                  | Доступних всім                                   |
| 2012 рік    | 2012 рік                                         | 2012 рік                                         | 2012 рік                                         | 2012 рік                                         | 2012 рік                                         |
| ----------- | ------------------------------------------------ | ------------------------------------------------ | ------------------------------------------------ | ------------------------------------------------ | ------------------------------------------------ |
| I квартал   | 599 125                                          | 99 973                                           | 274 663                                          | 18 031                                           | 206 458                                          |
| II квартал  | 613 300                                          | 106 581                                          | 254 867                                          | 42 327                                           | 209 525                                          |
| III квартал | 301 870                                          | 54 494                                           | 92 457                                           | 24 644                                           | 242 016                                          |
| IV квартал  | 454 110                                          | 59 716                                           | 120 990                                          | 31 388                                           | 242 016                                          |
| Усього      | 1 968 405                                        | 320 764                                          | 742 977                                          | 116 390                                          | 788 274                                          |
| 2013 рік    |                                                  |                                                  |                                                  |                                                  |                                                  |
| I квартал   | 632 808                                          | 76 007                                           | 166 848                                          | 41 509                                           | 348 444                                          |
| II квартал  | 766 398                                          | 101 833                                          | 225 078                                          | 57 017                                           | 382 470                                          |
| III квартал | 779 529                                          | 71 951                                           | 147 367                                          | 62 383                                           | 497 828                                          |
| IV квартал  | 1 007 960                                        | 78 684                                           | 177 373                                          | 40 206                                           | 711 697                                          |
| Усього      | 3 186 695                                        | 328 475                                          | 716 666                                          | 201 115                                          | 1 940 439                                        |
| 2014 рік    |                                                  |                                                  |                                                  |                                                  |                                                  |
| I квартал   | 874 979                                          | 88 373                                           | 166 749                                          | 49 754                                           | 570 103                                          |
| II квартал  | 816 633                                          | 94 387                                           | 176 419                                          | 56 530                                           | 489 297                                          |
| III квартал | 744 590                                          | 40 005                                           | 78 123                                           | 38 614                                           | 587 848                                          |
| IV квартал  | 1 070 305                                        | 60 737                                           | 128 917                                          | 48 884                                           | 831 767                                          |
| Усього      | 3 506 507                                        | 283 502                                          | 550 208                                          | 193 782                                          | 2 479 015                                        |
| 2015 рік    |                                                  |                                                  |                                                  |                                                  |                                                  |
| I квартал   | 1 891 144                                        | 56 400                                           | 107 128                                          | 44 855                                           | 1 682 761                                        |
| II квартал  | 2 421 577                                        | 59 014                                           | 125 350                                          | 43 620                                           | 2 193 593                                        |
| III квартал | 2 533 407                                        | 25 942                                           | 48 777                                           | 27 041                                           | 2 431 647                                        |
| IV квартал  | 2 632 221                                        | 41 772                                           | 87 972                                           | 31 723                                           | 2 502 477                                        |
| Усього      | 9 478 349                                        | 183 128                                          | 369 227                                          | 147 239                                          | 8 810 478                                        |
| 2016 рік    |                                                  |                                                  |                                                  |                                                  |                                                  |
| I квартал   | 2 904 898                                        | 45 355                                           | 94 516                                           | 32 151                                           | 2 732 876                                        |

У статистиці РДБ велика частина видачі доводиться не на офіційний сайт НЕБ, а на портал РДБ.
На липень 2015 року середнє число відвідувачів сайту неб.рф становило 2000 осіб на добу, з яких 74 % знаходяться на сайті не більш 1 хвилини і тільки 10 % понад 10 хвилин. За півроку роботи після запуску неб.рф, на сайті зареєструвалося 8700 осіб, при цьому 6000 реєстрацій здійснено в перший місяць після запуску.

## Критика
З моменту запуску проєкту, у 2013 році проєкт отримав велику кількість критичних зауважень.
Проєкт критикують за відсутність концепції проєкту, ідеологічну орієнтацію на використання контенту, що знаходиться під захистом авторських прав, тільки у стінах бібліотеки, закупівлю для проєкту незатребуваних книг, погану видимість в глобальних пошукових сервісах, зрив термінів і не виконання технічних завдань.
Видавці бачать загрозу друкувального бізнесу, так як Російська державна бібліотека домагається отримання обов'язкового електронного примірника видаваних книг, який через НЕБ може безкоштовно потрапити до всіх бібліотек країни.